# Polystichopsis
Polystichopsis es un género de helechos perteneciente a la familia  Dryopteridaceae. Contiene 30 especies descritas y de estas, solo 3 aceptadas.

## Taxonomía
El género fue descrito por (J.Sm.) Holttum  y publicado en Journal of the Linnean Society, Botany 53(350): 149, 152. 1947. La especie tipo es: Polystichopsis pubescens (L.) C.V. Morton

## Especies aceptadas
A continuación se brinda un listado de las especies del género Polystichopsis aceptadas hasta marzo de 2013, ordenadas alfabéticamente. Para cada una se indica el nombre binomial seguido del autor, abreviado según las convenciones y usos:
- Polystichopsis bella (C. Chr.) Tardieu
- Polystichopsis cubensis (Kuhn) Lellinger
- Polystichopsis muscosa (Vahl) Proctor